# Семь криков в океане
«Семь криков в океане» — советский художественный фильм 1986 года, созданный на киностудии «Мосфильм». Фильм снят Владимиром Басовым-старшим по собственному сценарию, написанному на основе пьесы «Крики в океане» испанского драматурга Алехандро Касоны.
Фильм снят в жанре фантасмагорической притчи, который пересекается с драмой и включает элементы фантастики. Главные роли исполнили Анатолий Ромашин, Владимир Басов-младший, Всеволод Сафонов, Вениамин Смехов и Александр Ширвиндт.

## Сюжет
Действие происходит на борту пассажирского лайнера "Spes", уже несколько дней находящегося в плавании. Пожилой капитан судна пребывает в напряжённом состоянии, явно скрывая что-то от пассажиров. Журналист Хуан Сантильяна втайне просматривает бортовые заметки капитана, но засыпает, не дочитав их до конца. Застав Хуана, капитан спокойно отдаёт ему записи, предварительно вырвав оттуда последнюю страницу. Спустя некоторое время в кают-компании первого класса готовятся отмечать Рождество. Кроме журналиста там собирается ещё семь пассажиров: старый профессор Тавен, барон и баронесса Порто, супружеская пара Сабала, промышленник Гаррисон и бедная девушка — сеньорита Миранда. 
Праздничное настроение омрачает неожиданное заявление капитана. Он оповещает присутствующих, что все они живут последнюю ночь. Три дня назад началась война, по приказу командования судно было направлено в зону военных действий для отвлечения вражеских подводных лодок. Присутствующие по-разному реагируют на эту новость. Часть гостей не верит в случившееся, ведь война для них — это лишь то, о чём пишут в газетах. Даже Гаррисон, заработавший большую часть своего состояния на торговле оружием, не может смириться с услышанным и уверен, что сможет подкупить команду или даже выкупить весь корабль. Меланхоличный Сантьяго Сабала не показывает никаких эмоций и продолжает отстранённое чтение книги. Сеньорита Джулия также реагирует спокойно, ведь незадолго до этого она приняла для себя решение покончить жизнь самоубийством. Желая скорее оказаться в одиночестве, она возвращается к себе. Прагматичный профессор заводит философскую беседу о значении жизни, о богатстве и бедности. Неожиданно возвращается Джулия. Оказывается, что капитан, зная о её намерениях, запер дверь в её каюту. Для этого же он и пригласил её в не совсем подходящий ей круг знатных персон. Джулия заводит разговор с Хуаном и они постепенно сближаются.
В это же время до гостей доносятся звуки праздника с палубы третьего класса. Нина Порто приходит в отчаяние, она искренне страдает от того, что бедные пассажиры находятся в наивном неведении. Гаррисон же рассматривает этих людей лишь как потенциальных наёмников в его плане поднять бунт. Капитан сообщает Гаррисону, что отдал приказ своим людям не выпускать того из поля зрения и стрелять, если он попытается совершить подлость. 
Снова собравшись за столом, присутствующие решают рассказать о своих тайнах. Первой говорит Мерседес Сабала. Она признаётся, что Гаррисон — её любовник, а муж — убийца. Гаррисон, несмотря на ситуацию, всё отрицает и уходит. Когда слово берёт Сантьяго, он рассказывает о смерти своей первой жены. Оказывается, что она покончила с собой, когда поняла, что муж разлюбил её. 
Следующая драма разыгрывается внутри супружеской пары Порто. Профессор, заметивший трепетное отношение баронессы к беднякам, делает предположение, что Нина вовсе не знатная особа, за которую себя выдаёт. Та смело признаётся, что находится на содержании барона, ездит с ним в путешествия и выходит в свет по его желанию, даже не мечтая когда-то войти в его дом. Барон с пренебрежением называет её "жалкой парижской кокоткой". Нина же отвечает ему, что до Парижа ей пришлось пройти ещё долгий путь, ведь сама она из марокканского Танжера, из очень бедной семьи. Она в отчаянии говорит, что терпит пренебрежение и даже рукоприкладства барона, потому что любит его и мечтает о взаимности. Порто, собравшись с мыслями, делает Нине предложение стать его женой. При всех присутствующих проходит короткая неофициальная церемония.
Празднующая компания с нижней палубы поднимается наверх. Один пожилой мужчина заходит в кают-компанию и рассказывает, что у беременной пассажирки начались роды и все ожидают появления ребёнка. Если родится мальчик, его назовут в честь капитана — Хуан, если девочка — в честь корабля — Спес. Присутствующие холодно реагируют на новость, понимая, что настоящего повода радоваться нет. Лишь Джулия и Хуан реагируют участливо, а Нина отдаёт изумрудное колье, чтобы "ребёнок поиграл". Старик воспринимает их реакцию как пренебрежение богатых к бедным. Сразу после его ухода слышатся звуки сирен. Гаррисон выбегает на палубу с криками, что готов отдать всё состояние за место в лодке, команда корабля стреляет в него. Осознавая, что наступают последние минуты, присутствующие объясняются друг с другом. Джулия молится, чтобы ребёнок никогда не родился. Хуан обнимает её. Происходит взрыв.
Действие возвращается к первым кадрам фильма, с той лишь разницей, что на месте капитана предстаёт другой человек — молодой мужчина. Оказывается, что всё ранее произошедшее — сон Хуана Сантильяны, навеянный прочитанными им записями старого капитана. В реальности тот спас пассажиров своего судна и в одиночку пожертвовал лишь собой, однако, тайна последней страницы так и остаётся неразгаданной. Рассказывая свой сон, Хуан упоминает о нерождённом ребёнке. Молодой капитан сообщает, что на корабле также находится беременная женщина, которая должна родить этой ночью. Снова начинают собираться гости. Подмечая некоторые детали, Хуан понимает, что тайны, рассказанные ими во сне являются реальными. Повторяется праздничное шествие, родилась девочка. Хуан интересуется у профессора, что будет значить её имя. Тот отвечает, что "spes" — от латинского "надежда". Пассажиры первого класса радостно реагируют на рождение ребёнка, только Хуан серьёзен. Он ожидает встречу с Джулией. Когда она появляется, он признаётся ей в любви, тем самым спасая от самоубийства.

## В ролях
- Анатолий Ромашин — капитан
- Владимир Басов-младший — Хуан Сантильяна
- Всеволод Сафонов — профессор
- Вениамин Смехов — барон Порто
- Вероника Изотова — Нина
- Александр Ширвиндт — Сантьяго Сабала
- Светлана Тома — Мерседес
- Паул Буткевич — Гаррисон
- Ирина Шмелёва — Джулиа Миранда
- Сергей Мартынов — молодой капитан
- Раднэр Муратов — Стюард
- Эммануил Геллер — старик
- Дмитрий Васюков — офицер

## Съёмочная группа
- Автор сценария и режиссёр-постановщик: Владимир Басов
- Оператор-постановщик: Илья Миньковецкий
- Художник-постановщик: Евгений Черняев

## Музыка
- Композитор: Вениамин Баснер
- Автор текстов песен: Михаил Матусовский
- Песню исполняет: Альберт Асадуллин